# 陳思瑾
陳思瑾（1990年7月17日—），藝名Akina／小貓／貓兒，現為專職KOL。
就讀於臺北縣復興商工。前Channel V節目《我愛黑澀會》黑澀會美眉，在黑澀會的藝名為Akina。離開該節目後，憑著亮麗的外型、活潑的個性與流利的口條，獲得其他頻道擔任電視節目主持人的機會。在MTV頻道節目《MTV電玩瘋》之藝名為小貓。為配合《KUSO KUSO 酷酷獸》節目，所有參與演出之學員皆要取「兒」字結尾之稱號，因此取名貓兒。曾任無雙樂團活動主持人。在進入演藝圈之前，是有名的角色扮演成員及外拍模特兒；及後轉任專職網拍攝影師，並於台北市東區成立個人攝影工作室。

## 參演作品

### 主持
- Channel V 
  - 《我愛黑澀會》（Akina）
  - 《美眉普普風》
- MTV
  - 《MTV電玩瘋》（小貓）[1]
  - 《MTV愛漂亮》（小貓）[2]
- 八大綜合台
  - 《KUSO KUSO 酷酷獸》（貓兒）[3]

### MV演出
- 《慶祝》（歌曲收錄於楊丞琳《遇上愛》專輯）
- 《出口》（歌曲收錄於飛輪海《首張同名專輯》）
- 《Welcome To My Heart》（歌曲收錄於王傳一《換換愛》專輯）
- 《換換愛》（歌曲收錄於王傳一《換換愛》專輯）
- 《夫妻臉》-游鴻明、彭佳慧（歌曲收錄於游鴻明《倦鳥餘花》專輯）

### 電視劇
- 公共電視台
  - 2006年公視人生劇展《畢業生》第四集「咪咪流浪記」。飾演角色：美蘭。導演：陳以文。[4]

### 廣告
- 全聯福利中心-面紙篇
- 麥當勞-和風芥末鱈魚堡
- 維他露食品-有的沒的蔬果纖-八卦篇
- 金門高粱-黑道大哥
- 地球暖化公益廣告
- 屈臣氏-驚喜篇
- 安麗ARTISTRY青春還原護膚系列
- 台灣大哥大-送單車篇
- 佳格食品-天地合補青木瓜四物飲

### 節目錄影
- 中視《我猜》2006年10月21日
- 台視《鑽石夜總會》2009年8月30日
- 《大學生了沒》2010年5月8日

## 外部連結
- Akina的個人網站
- 陳思瑾的Facebook專頁